# Divisione di Dacca
La Divisione di Dacca è una delle divisioni amministrative del Bangladesh, che ha come capoluogo la città di Dacca. Con circa 31.000 km² è la seconda divisione per superficie del Bangladesh; grazie alla presenza della capitale Dacca, è inoltre la prima divisione per popolazione e densità di popolazione del Paese.

## Distretti
La Divisione conta 13 distretti:
- Distretto di Dacca
- Distretto di Faridpur
- Distretto di Gazipur
- Distretto di Gopalganj
- Distretto di Kishoreganj
- Distretto di Madaripur
- Distretto di Manikganj
- Distretto di Munshiganj
- Distretto di Narayanganj
- Distretto di Narsingdi
- Distretto di Rajbari
- Distretto di Shariatpur
- Distretto di Tangail

Nel settembre 2015, 4 distretti sono stati scorporati e sono entrati a comporre la divisione di Mymensingh:
- Distretto di Jamalpur
- Distretto di Mymensingh
- Distretto di Netrokona
- Distretto di Sherpur